# محمدجواد عاصمی‌پور
محمدجواد عاصمی‌پور (زاده ۱۰ مهر ۱۳۲۹ خرمشهر) اقتصاددان، سیاست‌مدار و مدرس دانشگاه ایرانی است، که هم‌اکنون به‌عنوان مدرس دانشگاه صنعت نفت فعالیت می‌کند. او در فاصلهٔ سال‌های ۱۳۶۴ تا ۱۳۶۷ و در خلال جنگ ایران و عراق مدیرعاملی شرکت مناطق نفت‌خیز (بزرگترین تولید کنندهٔ نفت ایران) را برعهده داشت، از ۱۳۸۵ تا ۱۳۸۶ قائم‌مقام مدیرعامل شرکت ملی نفت ایران بود و از ۱۳۸۶ تا ۱۳۸۸ به‌عنوان مدیرعامل شرکت بازرگانی نفت ایران فعالیت می‌کرد.
وی دانش‌آموختهٔ دکتری اقتصاد از دانشگاه اکلاهمای مرکزی و نیز دکتری مدیریت از دانشگاه تهران است. عاصمی‌پور سابقهٔ مدیرعاملی شرکت ملی حفاری ایران و بورس نفت ایران، ریاست هیئت مدیره شرکت توسعه صنعت نفت و گاز پرشیا، همچنین معاونت وزیر صنایع سنگین و معاونت وزیر معادن و فلزات، ریاست سازمان غله کشور و سرپرستی معاونت لجستیک و تحقیقات صنعتی ستاد کل نیروهای مسلح را در کارنامهٔ شغلی خود دارا می‌باشد.